# Phascolion ushakovi
Phascolion ushakovi är en stjärnmaskart som beskrevs av Murina 1974. Phascolion ushakovi ingår i släktet Phascolion och familjen Phascoliidae. Inga underarter finns listade i Catalogue of Life.